# Monsieur Wens
Monsieur Wens, surnom de Wenceslas Vorobeïtchik, est un personnage de roman policier créé par l'écrivain belge Stanislas-André Steeman en 1930.
Il apparaît dans plusieurs romans à partir de Six Hommes morts (1931), et notamment dans Les Atouts de monsieur Wens (1932), L'Ennemi sans visage (1934). Sa dernière apparition, dans La morte survit au 13 en 1958, revient sur l'enfance du personnage qui n'a alors que 10 ans.

## Biographie fictive
Subtil, ironique et discret, monsieur Wens représente un personnage de roman policier mystérieux, assez proche de Sherlock Holmes. Ancien policier, il méprise la police officielle et regrette de lui devoir une part de son expérience. Il s'est mis à son compte et, en raison de son statut de détective réputé, il s'accorde la liberté de cultiver un sentiment très personnel de la justice.
Grand, élancé, au menton volontaire et au front dégarni, il a des yeux clairs cerclés de lunettes. Toujours vêtu avec élégance, un faux pli sur sa personne peut le distraire ou affecter sa concentration lors d'une enquête. Il a en horreur les écarts de langage. Pourtant, ses gestes mesurés et sa politesse exquise ne dissimulent pas totalement un petit air d'impertinence. Il sait toutefois utiliser son charme slave, mâtiné d'un humour pince-sans-rire, pour résoudre les énigmes les plus complexes en France et en Belgique. Il est catholique, comme l'indique la conclusion du roman Un dans trois où il qualifie le suicide de crime inexpiable. 
Le cinéma s'est emparé du personnage. Entre 1939 et 1964, il apparaît dans sept films et quatre téléfilms, parfois sous le nom de l'inspecteur Wens.
Ses enquêtes ont aussi été adaptées en bande dessinée (scénarios d'André-Paul Duchâteau et dessins de Xavier Musquera).

## SérieM. Wens
- Six hommes morts, Le Masque no 84, 1931[2] ; réédition, Beirnaerdt, Le Jury 2e série no 22, 1943 ; réédition sous le titre Le Dernier des six, Le Livre de poche, no 2230, 1967 ; réédition sous le premier titre, Club des Masques no 587, 1989 ; réédition, Le Livre de poche no 13677, 1995. (Prix du roman d'aventures 1931). La solution de l'énigme inspira Agatha Christie pour le dénouement du roman Dix petits nègres, paru quelques années plus tard.
- La Nuit du 12 au 13[3], Le Masque no 95, 1931 ; réédition, Beirnaerdt, Le Jury 2e série, 1944 ; réédition, La Tour de Londres no 56, 1951 ; réédition Le Livre de poche, no 4234, 1975 ; réédition, Club des Masques no 592, 1990
- Un dans trois, Le Masque no 113, 1932 ; réédition, Beirnaerdt, Le Jury 2e série no 25, 1944 ; réédition Le Livre de poche, no 2464, 1968 ; réédition, Club des Masques no 596, 1990 (Serait paru en magazine sous le titre Monstres sur mesures)
- Les Atouts de monsieur Wens[3], Le Masque no 121, 1932 ; réédition, Les Auteurs Associés, Les Romans policiers no 70, 1944 ; réédition dans une nouvelle version sous le titre Des cierges au diable, Un Mystère no 455, 1959 ; réédition de la première version, Le Livre de poche no 2696, 1969
- L'Assassiné assassiné, Le Masque no 129, 1933 ; réédition dans une nouvelle version sous le titre Le Trajet de la foudre, Beirnaerdt, Le Jury no 23, 1944, Un mystère no 536, 1960 ; réédition Le Livre de poche, no 4741, 1976 ; réédition, Le Masque no 1854, 1986 ; réédition, Club des Masques no 590, 1989
- Le Yoyo de verre 1933, Le Masque no 141, 1933 ; réédition dans une nouvelle version sous le titre Virage dangereux[4], Les Auteurs Associés, Les Romans policiers no 10, 1944 ; Le Masque no 2077, 1992
- L'Ennemi sans visage, Librairie des Champs-Élysées, coll. Police Sélection no 5, 1934 ; Le Masque no 305, 1940 ; réédition sous le titre M. Wens et l'automate, Les Auteurs Associés, Les Romans policiers no 7, 1943 ; réédition sous le premier titre, Le Livre de poche no 2697, 1969 ; réédition, Club des Masques no 598, 1990 ; réédition, Hachette, coll. Vertige no 805, 1996
- La Vieille Dame qui se défend (court roman), Beirnaerdt, Le Jury no 1, 1940
- La Résurrection d'Atlas (court roman), Beirnaerdt, Le Jury no 8, 1941
- Crimes à vendre, Le Masque no 388, 1951 ; réédition Le Livre de poche, no 2757, 1970 ; réédition, Club des Masques no 599, 1990 ; réédition, Éditions Le Cri, coll. Polar, 2008 (Adapté au cinéma sous le titre Le Furet)
- Poker d'enfer, Un mystère no 219, 1955 ; réédition Le Livre de poche, no 3403, 1972 ; réédition, Le Masque no 1942, 1988 ; réédition, Club des Masques no 614, 1992 ; réédition, Éditions Le Cri, coll. Polar, 2008
- Six hommes à tuer, Un mystère no 290, 1956 ; réédition sous le titre Que personne ne sorte, Marabout no 188, 1963 ; réédition Le Livre de poche, no 3552, 1973 ; réédition sous le titre Que personne ne sorte (Six hommes à tuer), Le Masque no 1936, 1988 ; réédition, Club des Masques no 613, 1991 ; réédition, Éditions Le Cri, coll. Polar, 2008
- La morte survit au 13, Un mystère no 420, 1958 ; réédition Le Livre de poche, no 3993, 1974 ; réédition, Le Masque no 1812, 1985 ; réédition, Club des Masques no 600, 1991 ; réédition, Éditions Le Cri, coll. Polar, 2008

## Apparition dans la sérieCommissaire Malaise
Tout comme le commissaire Malaise, l'autre héros de Steeman, qui fait quelques apparitions dans la série de Monsieur Wens, la réciproque existe avec le roman suivant :
- Le Mannequin assassiné[5], Le Masque no 101, 1932 ; réédition, Les Auteurs Associés, Les Romans policiers no 5, 1942 ; réédition, Le Livre de poche no 3138, 1971 ; réédition, Club des Masques no 594, 1990

## Interprètes
Monsieur Wens a été interprété par :

### au cinéma
- Georges Jamin dans M. Wens en croisière (1939) - court métrage produit par Henri Storck
- Pierre Fresnay dans Le Dernier des six (1941) et dans L'assassin habite au 21 (1942)
- Franck Villard dans L'Ennemi sans visage (1946)
- Werner Degan dans Les Atouts de M. Wens (1947)
- Pierre Jourdan dans Le Furet (1950)
- Maurice Teynac dans Mystère à Shanghai (1950)
- Raymond Rouleau dans Brelan d'as (1952) - sketch “L'alibi de monsieur Wens”
- Philippe Nicaud dans Que personne ne sorte (1964)

### à la télévision
- Claude Volter dans Le Mannequin assassiné et L'ennemi sans visage (1970)
- Roger Van Hool dans Les Grands Détectives (1975) - épisode “Six hommes morts”
- Jacques Perrin dans Le Trajet de la foudre (1994)

## Sources
- Claude Mesplède, Dictionnaire des littératures policières, vol. 2 : J - Z, Nantes, Joseph K, coll. « Temps noir », 2007, 1086 p. (ISBN 978-2-910-68645-1, OCLC 315873361), p. 1005-1006.
- Jean Tulard, Dictionnaire du roman policier : 1841-2005. Auteurs, personnages, œuvres, thèmes, collections, éditeurs, Paris, Fayard, 2005, 768 p. (ISBN 978-2-915793-51-2, OCLC 62533410), p. 752.